# Lönngördelmätare
Lönngördelmätare, Cyclophora annularia,är en fjärilsart som beskrevs av Johan Christian Fabricius 1775. Enligt Catalogue of Life är det vetenskapliga namnet istället Cyclophora annulata beskriven med det namnet av Johann Dominikus Schultze 1775.  Lönngördelmätare ingår i släktet Cyclophora och familjen mätare, Geometridae. Arten förekommer tillfälligt i Sverige, men reproducerar sig inte. Arten har en livskraftig (LC) population i Finland. Artens livsmiljö är glesa lövskogar, parker, trädgårdar gårdsplaner och andra miljöer där lönnar står öppet. Arten kan även leva på björk och avenbok. Inga underarter finns listade i Catalogue of Life.

## Bildgalleri

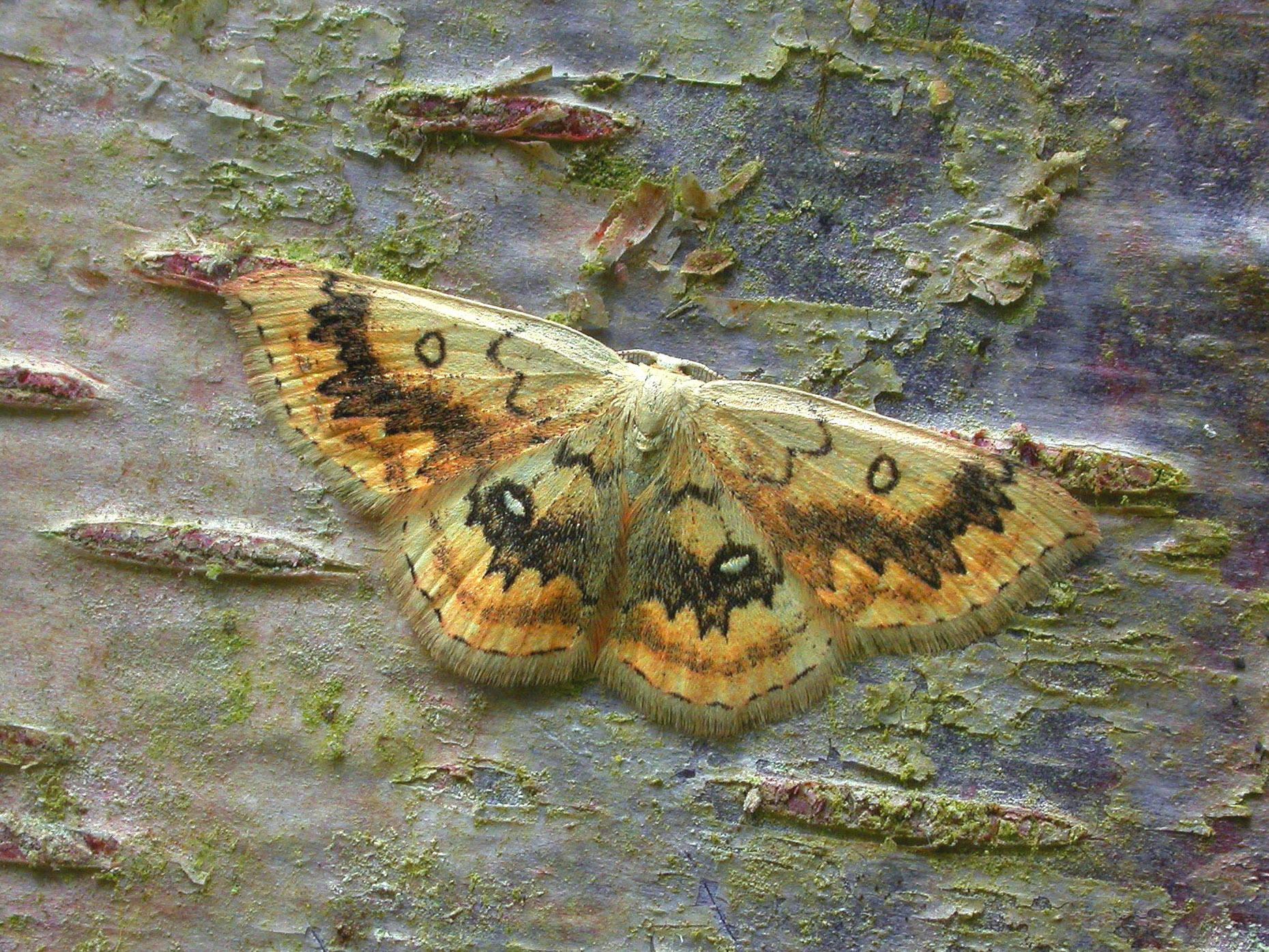
Imago fjäril, mörk med tydlig teckning
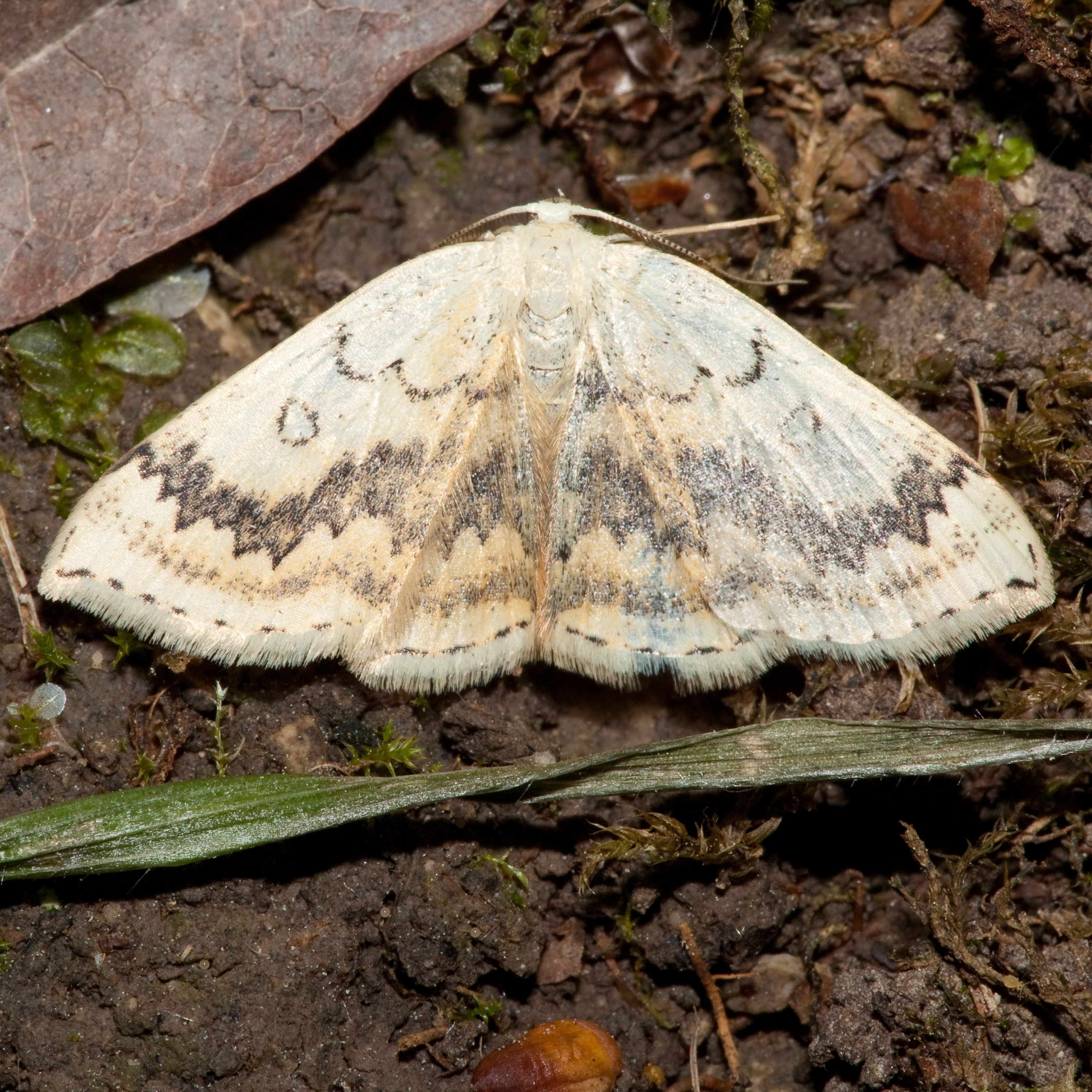
Imago fjäril, "normaltecknad"
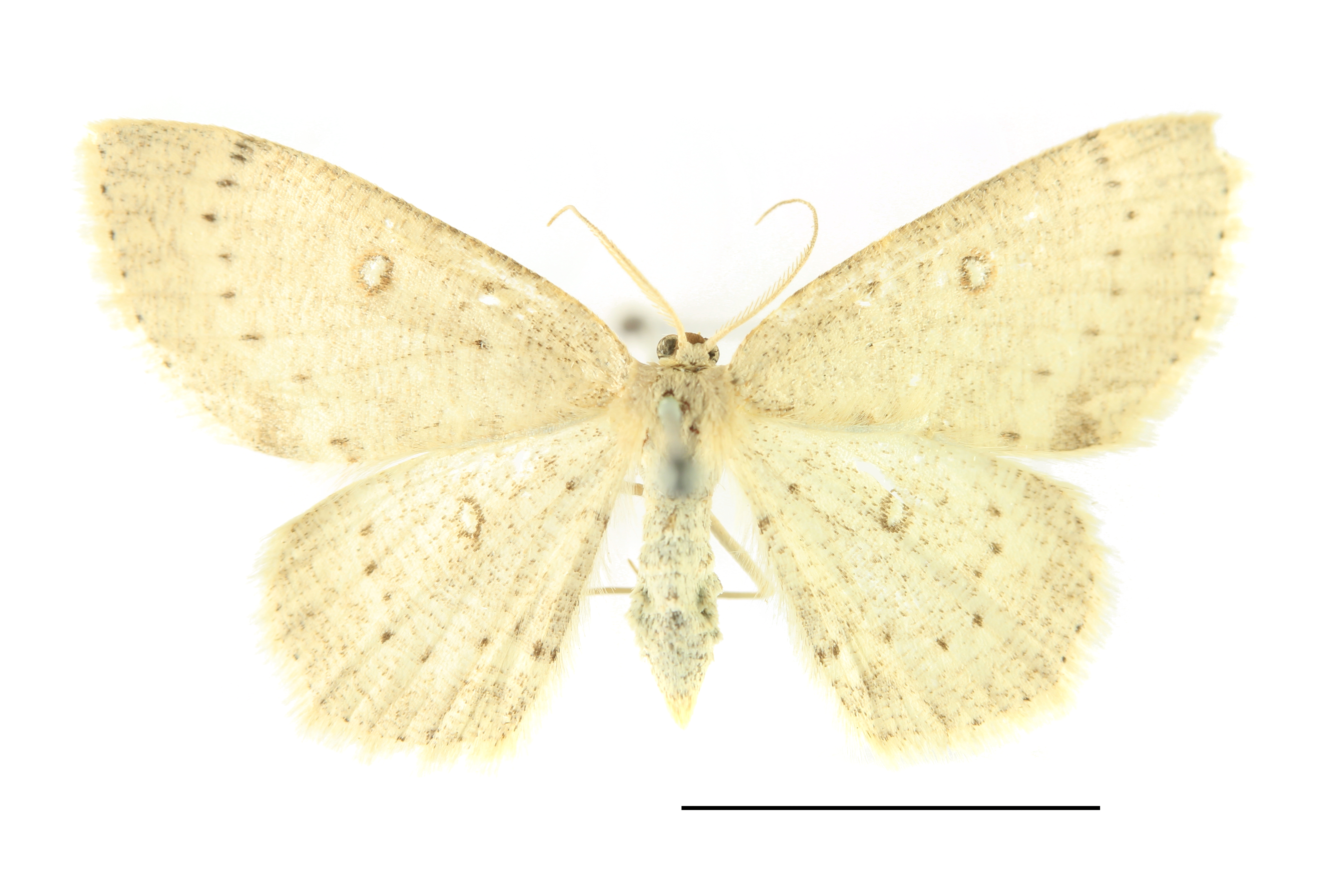
Preparerad (uppnålad) imago fjäril, ljus med svag teckning
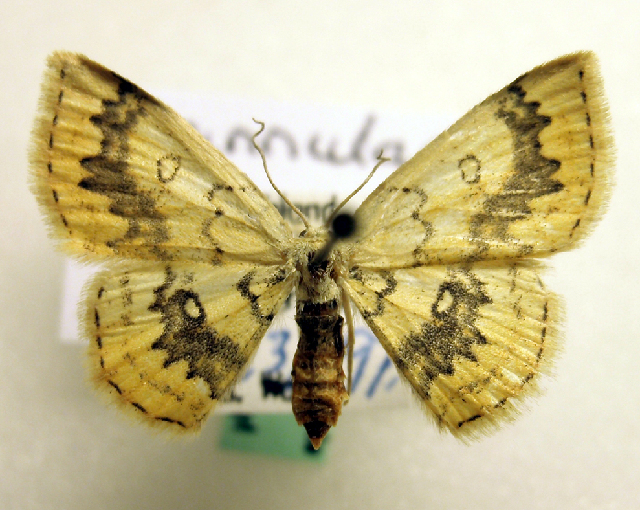
Preparerad (uppnålad) imago fjäril, "normaltecknad"